# Sharon McGuinness
Sharon McGuinness (* in den 1960er-Jahren) ist eine irische EU-Beamtin und seit 2022 Direktorin der Europäischen Chemikalienagentur (ECHA).

## Leben
1986 schloss sie ihr Bachelor-Studium in Pharmakologie und Chemie am University College Dublin ab, 1990 gleicherorts ihre Dissertation in Pharmakologie. 1995 erhielt sie zudem am Dublin Institute of Technology das Diplom in Rechtswissenschaften und 2016 am Institute of Directors das Diplom in Unternehmensführung. Es folgte ein Forschungsaufenthalt (Postdoc) zum Thema In-vitro-Nephrotoxizität von Arzneimitteln an der University of Arizona. 1993/94 war sie Dozentin am Royal College of Surgeons in Ireland in Dublin. Anschließend war sie bis 1997 am European Chemicals Bureau in Ispra tätig. Danach wechselte sie in die Privatindustrie zu HP Inc., wo sie bis 2006 blieb. Im Anschluss arbeitete sie knapp 17 Jahre bei der irischen Health and Safety Authority. Während dieser Zeit war sie von 2010 bis 2012 zusätzlich Präsidentin der Irish Society of Toxicology und zwischen 2014 und 2021 die irische Vertretung im Management Board der ECHA (2016–2020 als Vorsitzende).
Im Juni 2022 wurde McGuinness als Nachfolgerin von Interims-Direktor Shay O’Malley zur Direktorin der ECHA gewählt. Sie trat das Amt im Dezember 2022 an.